# Jean-Paul Grandjean de Fouchy
Jean-Paul Grandjean de Fouchy (París, 10 de marzo de 1707-15 de abril de 1788) fue un astrónomo francés. Conocido por haber sido uno de los primeros gnomonicistas en trazar una proyección gnomónica de un analema en una meridiana solar. Entre otros cargos fue director del chambre des comptes y secretario de la Academia de Ciencias de Francia (del año 1743 al 1776).  Se debe a él las observaciones y la mejora de muchos instrumentos astronómicos. 

## Biografía
Jean-Paul Grandjean de Fouchy es hijo de Philippe Grandjean de Fouchy (1665-1714), realizó diversos trabajos de importancia. Junto a Joseph-Nicolas Delisle del Collège de France, estos estudios le proporcionaron la formación científica necesaria que le daría la fama posterior. En 1727 entra en la Société des Arts à Paris, realizando al poco su estudio sobre la méridienne du temps moyen (la meridiana de tiempo medio), permitiendo leer en un reloj de sol, por primera vez el tiempo solar medio.

## Honores
- 18 de diciembre de 1740: electo miembro de la Royal Society